# Arne Mattson
Johan Arne Mattson, född 4 januari 1902 i Västerås domkyrkoförsamling, död där 30 januari 1980, var en svensk ingenjör.
Arne Mattson var son till byggmästaren Johan Mattson. Han avlade studentexamen vid Norra realläroverket i Stockholm 1920 och blev därefter elev vid Kungliga Tekniska Högskolan och avlade avgångsexamen från fackavdelningen för väg- och vattenbyggnadskonst där 1924. Mattson anställdes därefter 1925 som assistent och 1925–1926 som konstruktör vid sin kusin Paul Andersons byggnadsföretag i Västerås. 1926–1928 var han konsulterande ingenjör i Hällefors, 1928–1929 ingenjör vid The Foundation Company i New York och Kanada, varefter han 1929 återkom till Byggnadsfirma Paul Anderson i Västerås som ingenjör. Då firman ombildades till aktiebolag 1937 blev Mattson ledamot av styrelsen och var 1944–1969 bolagets VD och 1970–1972 styrelseordförande. Matsson var även ledamot av Västerås stads kommitté för bostadsbebyggelsens ordnande 1933, ledamot av hamnstyrelsen i Västerås 1944, ledamot av styrelsen för Västerås skeppsstuveri AB 1949–1965, ledamot av styrelsen för Svenska Handelsbanken i Västerås 1953, ledamot av Västmanlands läns landsting 1955–1966, vice ordförande i Svenska fabriksbetongföreningen 1959–1974 och blev 1976 hedersledamot där, samt ordförande i Kontrollnämnden för fabriksbetong 1962–1976.